# 銀河戰警
《天使特警》是以動畫為主，另推出漫畫、小說及廣播劇的跨媒體企劃。

## Kiddy Grade

### 概要
《天使特警》（Kiddy Grade，簡稱KG），為2002年10月播出的電視動畫，共24集。

### 故事簡介
在未來世界，人類移民宇宙並成立了「宇宙行星聯合」。為監察星球間的貿易和關稅，以及打擊相關犯罪，特別設立「銀河商業關稅組織」（Galactic Organization of Trade and Tariffs，簡稱GOTT），本作兩位主角是該機構的ES Member，負責執行上級交派的任務。

### 登場人物
艾克蕾爾（Eclair）　聲：永田亮子／香港：沈小蘭 
- 年齡：16歲

名字在法語的意思是「閃電」，口頭禪是「鏘鏘～☆」。特殊能力是「Power」（力量），能力C級而失去記憶前是G級。武器是口紅，當塗上口紅後，便很難控制自己的力量，另外持有華爾瑟P99手槍。平時在GOTT擔任櫃檯小姐。
琉美艾爾（Lumiere）　聲：平野綾／香港：陳凱婷
- 年齡：10歲

名字在法語的意思是「光」，座右銘是「女孩子要優雅」。特殊能力是「Puppet」（傀儡），能力C級，但實際上，特殊能力「Particle」（粒子），能力G級，只要能接近目標，就可以控制任何粒子、強制奪取系統的控制權，並持有Compact Off-Duty Police袖珍手槍。平時在GOTT擔任櫃檯小姐。
艾克莉普絲（Eclipse）　聲：土井美加／香港：雷碧娜
- 年齡：20多歲

名字在法語的意思是「（日、月）蝕」。GOTT本局局長，下轄本局各單位SO（Security Officer）Member、特務ES Member以及武裝部隊C Force。特殊能力是「Quant」（德語：量子），可以將靈魂量子化在新身體延命下去。
阿姆布拉斯多（Armbrust）　聲：青羽剛、小菅真美（少年）／香港：李錦綸
- 年齡：20多歲

名字在德語的意思是「箭」。聯合監理委員會所屬監察官，奉命監視艾克蕾爾的狀況；小時候受過艾克蕾爾的幫助。特殊能力是「BlackBox」(黑盒子)、外號「魔術師」，隨身帶著大型旅行箱狀物體，內有扭曲空間、時間停止的封閉功能。
美露克洛蒂（Mercredi）　聲：水橋香織／香港：陸惠玲
- 年齡：13歲

名字在法語的意思是「星期三」。GOTT本局局長的秘書，實為聯合監理委員會所屬ES Member、阿姆布拉斯多的搭檔和戀人（ファイルスプリッツ，Pfeilspitze）。特殊能力是「Inside」，可移動共有空間。
龐德露蒂（Vendredi）　聲：能登麻美子／香港：梁少霞
- 年齡：13歲

名字在法語的意思是「星期五」。GOTT本局局長新秘書、取代失蹤的美露克洛蒂，僅有制服及髮色上的不同。
休巴力耶·德特立修（Chevalier d'Autriche）　聲：若本規夫、三浦祥朗（中學生）、大前茜（6歲）／香港：盧國權、李錦綸（中學生）、黃鳳英（6歲）
- 年齡：56歲

宇宙行星聯合經濟部長兼GOTT長官，統轄GOTT。實為艾克蕾爾以前的養子，因其貴族血統而分離，於是厭惡貴族。
特威德魯蒂（Tweedledee）　聲：桑谷夏子／香港：曾秀清、鄭麗麗（代配）
- 年齡：16歲

名字源自童話的雙胞胎。特威德魯達姆的雙胞胎姊姊，不喜歡他在出任務時還叫她姊姊。特殊能力是「Strom」（德語：電流），能力S級，可以操控電子、強制奪取系統的控制權。姊弟合力可造出「Windstoss」（德語：疾風）的超重力現象。
特威德魯達姆（Tweedldum）　聲：福山潤／香港：蘇強文→雷霆
- 年齡：16歲

名字源自童話的雙胞胎。特威德魯蒂的雙胞胎弟弟，說話直、常被姊姊糾正。特殊能力是「Magnetfeld」（德語：磁場），能力S級，可以藉由磁場控制重力。
吽王（Un-ou）　聲：石田彰／香港：黃榮璋
- 年齡：14歲

名字參考佛教守護寺門的「哼哈二將」，閉口鼻哼狀的金剛（中：哼→日：吽），跟阿王原為傭兵被GOTT吸收；喜歡男扮女裝。特殊能力是「Amazing」，能力S級，即使在真空中也能聽到東西。
阿王（A-ou）　聲：稻田徹／香港：鄺樹培
- 年齡：19歲

名字參考佛教守護寺門的「哼哈二將」，開口哈狀的金剛（中：哈→日：阿）。特殊能力是「Amplifiers」，能力S級，可放大察覺人類生命的痕跡。
亞路薇（Alv）　聲：井上喜久子／香港：黃鳳英
- 年齡：20歲

名字參考北歐神話的「精靈」。特殊能力是「Absorb」（吸收），能力S級，可以吸收物質及能力轉為己用；但在本身能量不足時，特殊能力則受時間限制。
羅葳潞可（Dvergr）　聲：南央美／香港：林元春、黃麗芳（代配）
- 年齡：19歲

名字參考北歐神話的「矮人」。特殊能力跟亞路薇一樣，實為其母親並藉由反轉「吸收」授予能力。
德克斯鐵拉（Dextera）　聲：鈴置洋孝／香港：潘文柏
- 年齡：18歲

名字在拉丁語的意思是「右」，GOTT本局局長所倚重的資深ES Member。特殊能力是「Anywhere」，能力S級，可超感應空間絕對座標、瞬間移動。與希尼斯特拉合力可使出「一次元刃」切斷任何物質。
希尼斯特拉（Sinistra）　聲：飛田展男／香港：梁偉德、蘇強文（代配）
- 年齡：18歲

名字在拉丁語的意思是「左」。特殊能力是「Whenever」，能力S級，可超感應時間絕對座標、冷靜研判未來可能性。
薇歐拉（Viola）　聲：德永愛／香港：曾秀清→朱妙蘭
- 年齡：9歲

名字源自莎士比亞戲劇「第十二夜」的女主角。粉紅色頭髮的小女孩，非常喜歡吃義大利麵。特殊能力是「Calamity」，能力C級，和搭檔西薩里昂手牽手，可以控制分子間的結合力。
西薩里昂（Cesario）　聲：森川智之／香港：雷霆
- 年齡：18歲

名字源自莎士比亞戲劇「第十二夜」，女主角扮男裝的化名。薇歐拉的搭檔，劇中僅在她耳邊說悄悄話，除了最後一集外沒大方說過話，喜歡吃中國菜。特殊能力是「Driver」，能力C級，薇歐拉需要他配合才能行使特殊能力。

### 用語
貴族（Nouvlesse）
取自法語「nouveau」＋「noblesse」的自造字，意謂「新貴族階級」，為數約10萬、自認血統純正的地球人，壟斷「宇宙行星聯合」的政經資源。
ES Member
「Encounter of Shadow work Member」的簡稱。擁有各種特殊能力的幹員，通常兩人一組執行勤務；其特殊能力強弱依序分G、S、C等級，可以不斷換身體活下去，年齡對他們來說不過是表面上的數字。

### 製作人員
- 原作：gimik、GONZO
- 企劃：安田猛、井上伸一郎、酒匈暢彦、福井政文、村濱章司
- 監督：後藤圭二
- 系列構成：木村英文
- 角色設定：門之園惠美
- 機械設計：海老川兼武、川原智弘
- 美術監督：朝倉千登勢、小山俊久
- 攝影監督：瓶子修一
- 色彩設定：土屋智
- 音樂：濱口史郎
- 音響監督：鶴岡陽太
- 音響製作：樂音舍
- 音樂製作：Victor Entertainment
- 動畫製作：GONZO
- 監製：蜂屋誠一、中利雄、武智恒雄、石川真一郎、春名剛生（富士電視台）
- 製作：GOTT、富士電視台

### 主題曲
- 「mind」（PV DVD）

作詞／作曲：都田和志、編曲：芳賀洋介、歌：aria
片頭曲
作詞：渡邊美佳、作曲／編曲：岩崎文紀、歌：YUKA
片尾曲
- 「FUTURE」

作詞／作曲：森岡純、編曲：須貝幸生／Little Viking、歌：Little Viking

### 播放電視台
日本深夜動畫：下文記載的日本国内播放時間使用日本標準時間（UTC+9）表示。因為部分時間标识會採用30小时制，因此請留意这类超过24:00的时间，其實際播放時間為翌日清晨。
| 電視台       | 播映期間                       | 播映時間                  | 所屬聯播網               |
| ------------ | ------------------------------ | ------------------------- | ------------------------ |
| 富士電視台   | 2002年10月8日 - 2003年3月18日  | 週二 25:58 - 26:28        | 富士電視台系             |
| 關西電視台   | 2002年10月19日 - 2003年4月19日 | 週六 27:55 - 28:25        | 富士電視台系             |
| 東海電視台   | 2002年11月15日 - 2003年5月16日 | 週五 25:50 - 26:20        | 富士電視台系             |
| 日本以外地區 |                                |                           |                          |
| 地區         | 電視台                         | 播映期間                  | 播映時間                 |
| 香港         | 翡翠台                         | 2004年10月18日 - 11月11日 | 週一至週五 16:30 - 17:00 |

### 各話標題
| 話數 | 原文標題 | 中譯標題                  | 香港TVB標題 | 劇本       | 演出       | 分鏡              | 作畫監督                   |
| ---- | -------- | ------------------------- | ----------- | ---------- | ---------- | ----------------- | -------------------------- |
| 1    |          | Depth/Space 深淵          | 深淵        | 木村英文   | 後藤圭二   | 後藤圭二          | 門之園惠美                 |
| 2    |          | Tight/Bind 重力           | 重力        | 木村英文   | 右湊具央   | 後藤圭二          | 石岡雅憲                   |
| 3    |          | Prisoner/Escort 虜囚      | 押送囚犯    | 木村英文   | 黑田泰弘   | 山岡信一          | 神戶洋行                   |
| 4    |          | High/Speed 超速           | 最強、最快  | 稻荷昭彥   | 鈴木薰     | 後藤圭二          | 酒井和男 金崎貴臣          |
| 5    |          | Day/Off 假日              | 休假日      | 志茂文彥   | 宮崎なぎさ | 川崎逸朗          | 神本兼利                   |
| 6    |          | Twin/Star 雙壁            | 最後任務    | 木村英文   | 和田裕一   | 谷口悟郎          | 濱森理宏 龜田義明          |
| 7    |          | Trial/Child 試煉          | 試練        | 志茂文彥   | 稻垣隆行   | 木村真一郎        | 片岡英之                   |
| 8    |          | Forbidden/Instrument 禁斷 | 衝擊        | 木村英文   | 則座誠     | 武本康弘          | 細田直人                   |
| 9    |          | Mirage/Snare 罠網         | 意識誘導    | 十川誠志   | 浦田保則   | 木村英文          | 市川吉幸 高品有桂          |
| 10   |          | Rebirth/Slave 再生        | 再生        | 木村英文   | 山名隆司   | 角銅博之          | 北岡秀一 鈴木雄大          |
| 11   |          | Set/Free 蟬脫             | 叛逆        | 木村英文   | 武本康弘   | 武本康弘          | 米田光良                   |
| 12   |          | Frozen/Life 死生          | 生死        | 十川誠志   | 酒井豐和   | 黑木冬            | 石川晋吾                   |
| 13   |          | Conflict/Destiny 衝突     | 諾言        | 志茂文彥   | 岡崎幸男   | 小野學            | 渡邊和夫                   |
| 14   |          | Steel/Heart 鋼鐵          | 怒火        | 高樹宙     | 小倉宏文   | 增尾昭一 木村英文 | 酒井和男 小林冬至生        |
| 15   |          | Break/Down 崩壞           | 崩潰        | 木村英文   | 則座誠     | 後藤圭二          | 神本兼利 金崎貴臣 鈴木雄大 |
| 16   |          | Look/Back 追憶            | 追憶        | 木村英文   | 浦田保則   | 木村英文          | 寺岡巖                     |
| 17   |          | Phantasm/Reborn 新生      | 新生        | 木村英文   | 北之原孝將 | 武本康弘          | 米田光良                   |
| 18   |          | Unmasked/Face 面貌        | 面貌        | 志茂文彥   | 山名隆史   | 小野學            | 寺岡嚴                     |
| 19   |          | Take/Revenge 復仇         | 反擊        | 十川誠志夫 | 渡邊純央   | 渡邊純央          | 晶貴孝二                   |
| 20   |          | Lost/Days 喪失            | 喪失        | 木村英文   | 小倉宏文   | 木村英文          | 橘秀樹                     |
| 21   |          | Nouvlesse/Ark 方舟        | 方舟        | 木村英文   | 東海林真一 | 東海林真一        | 茂木信二郎                 |
| 22   |          | Demolition/Titan 巨神     | 巨神        | 木村英文   | 岩崎良明   | 則座誠            | 寺岡巖                     |
| 23   |          | Annihilation/Zero 還原    | 還原        | 木村英文   | 武本康弘   | 北之原孝將        | 米田光良                   |
| 24   |          | As Time Goes By 終焉      | 終結        | 木村英文   | 後藤圭二   | 後藤圭二          | 神本兼利 金崎貴臣          |

### 在香港播映時的爭議
在2004年於無綫電視翡翠台《至NET小人類》兒童節目時段播映，遭觀眾向香港廣播事務管理局（廣管局，現改為通訊事務管理局）投訴節目女角單薄而暴露的服飾不雅。廣管局裁定投訴成立，並強烈勸喻無綫電視必須嚴格遵守相關電視通用業務守則條文。調查結果指出該節目由日本製作，而對象是兒童觀眾（但實際上是深夜動畫，在日本也是深夜1:50甚至3:55播出），但是香港和日本有文化差異，不等於節目在香港同樣可供兒童觀眾收看，節目中畫面刻意展示女角胸部和內褲，嚴禁在兒童節目內出現。這次投訴相信是令無綫播放日間動畫尺度大幅收緊的重要轉捩點，亦突顯無綫對節目定位及安排時段混亂不當的問題，不過J2台啟播後，開始逐步放寬除下午兒童時段外的動畫尺度及增加言詞運用的靈活性。
| 香港無綫電視翡翠台 至NET小人類時段 | 香港無綫電視翡翠台 至NET小人類時段 | 香港無綫電視翡翠台 至NET小人類時段 |
| ---------------------------------- | ---------------------------------- | ---------------------------------- |
|                                    | (2004.10.18 ~ 11.18)               |                                    |
| 暴風兵團                           | 星球流浪記                         |                                    |

## 劇場版

### 概要
將24集電視動畫的《天使特警》，重新剪輯並加入新作畫面，製成三部劇場版。新作畫面改由asread負責。
- KIDDY GRADE -IGNITION- 覺醒篇
- KIDDY GRADE -MAELSTROM- 氾濫篇
- KIDDY GRADE -TRUTH DAWN- 黎明篇

### 製作人員
- 監督：後藤圭二
- 構成、腳本：木村英文
- 角色設定：門之園惠美
- 編集：伊藤潤一
- 音響監督：鶴岡陽太
- 動畫製作：GONZO
- 製作協力：asread.
- 製作：GOTT

### 主題曲
片尾曲
- 「FUTURE」（覺醒篇）

同電視動畫片尾曲。
- （氾濫篇）

作詞：、作曲：Takumi、編曲：、歌：savage genius
- （黎明篇）

作詞：、作曲：Takumi、編曲：柿島伸次、歌：savage genius
插入曲
- （覺醒、黎明篇）

同電視動畫片頭曲。
- （黎明篇）

作詞：河合英嗣、作曲／編曲：根岸貴幸、歌：琉美艾爾（平野綾）
- （黎明篇）

作詞：渡邊美佳、作曲／編曲：濱口史郎、歌：Ikuko

## Kiddy Grade 2

### 概要
2006年10月，監督後藤圭二在其部落格發表製作續篇的消息，名稱暫定「Kiddy Grade 2」（簡稱K-G.2），並在2007年5月以《Kiddy Grade 2》名稱，發售預告性質的《Kiddy Grade 2 Pilot DVD》，動畫製作則全由asread負責，可是後續卻遲遲沒有下文。

### 設定背景
故事發生在《天使特警》數年後的舞台，GOTT改組為更有強力權限的「汎銀河貿易機關」（Galactic Trade Organisation，簡稱GTO），描寫GTO轄下見習要員和在戰鬥中成長之姿。

### 登場人物
（Ascule）
- 年齡：16歲

銀色短髮的ES Member見習生，特殊能力是短距離瞬間移動，武器是櫛劍。
（Que Feuilles）
- 年齡：16歲

靛色長髮的ES Member見習生，特殊能力可能是預知，武器是特製巧克力球。

嚴格的GTO本局局長。

GTO本局局長的秘書。

### 製作人員
- 原作：gimik、角川書店
- 監督：後藤圭二
- 構成、腳本：木村英文
- 角色設定：門之園惠美
- 機械設計：海老川兼武
- 動畫製作：asread.
- 製作：角川書店

### 主題曲
作詞：畑亞貴、作曲／編曲：菊田大介、歌：茅原實里

## 備註
1. ↑  在發售的《Kiddy Grade PV DVD》，漢字表記「木村英文」；而齊威起初在《天使特警》的簡介裡為「木村秀文」，後在包裝說明上改回「木村英文」。
2. ↑  .   [2009-11-26]. （原始内容存档于2019-06-09）.
3. ↑  .   [2012-08-30]. （原始内容存档于2018-05-25） （中文）.
4. ↑   的存檔，存档日期2007-03-24.
5. ↑  NEWS＆TOPICS （页面存档备份，存于），
6. ↑  ，Megami MAGAZINE 2007年3月號。
7. ↑  ，月刊Newtype 2007年6月號。
8. 1 2  此為Newtype USA 2007年4月號的英譯。

## 外部連結
- 天使特警官方網站 （页面存档备份，存于） （日語）
- KiddyGradePerfectDateBase （页面存档备份，存于） （日語）